# 瓦諾鎮區 (北達科他州拉穆爾縣)
瓦諾鎮區（英語：Wano Township）是位於美國北達科他州拉穆爾縣的一個鎮區。

## 地方資料
瓦諾鎮區的面積為93.33平方千米，皆為陸地。根據2020年美國人口普查的數據，當地共有人口36人，而人口密度為每平方千米0.39人。